# 4 in Love
Le 4 in Love erano un gruppo pop femminile di Taiwan. Nel 2000, la Sony BMG reclutò quattro ragazze tra i 16 e i 19 anni, e diede loro il nome 4 in Love. Ling Chia-lin, Huang Hsiao-rou, Yang Cheng-lin e Chang Chi-huey ottennero dei nomi d'arte basati su diversi agenti atmosferici: rispettivamente Cloudie, Sunnie, Rainie e Windie. La strategia dell'etichetta era di concentrarsi sulla promozione delle loro voci da bamboline, e di lanciarle sul mercato come "Il primo gruppo in 3D del mondo". Il video musicale del loro primo singolo, "Fall in Love", è stato il primo nell'industria musicale taiwanese ad utilizzare delle animazioni al computer tridimensionali. Nel 2001, il loro secondo ed ultimo album, Who's Afraid of Who?, le ha portate a vincere il secondo premio nella categoria di "Artiste più Adorate" ai Malaysian Golden Melody Awards. Nonostante l'apparizione di Rainie nel drama di grande successo Meteor Garden avesse aumentato l'attenzione riservata al gruppo, la popolarità delle 4 in Love era ancora dubbia. Alla prima sessione di autografi del gruppo, si presentò solo una manciata di fan. Le loro canzoni, ad eccezione di "1001 Wishes" (一千零一個願望), raramente avevano successo nelle classifiche musicali. Nel 2002, il gruppo alla fine di sciolse.

## Discografia

### Album
- Fall In Love (27 novembre 2000)
- 誰怕誰 Who's Afraid of Who? (19 luglio 2001)

## Formazione
- Cloudie Ling
- Sunnie Huang
- Rainie Yang
- Windie Chang